# Eglwyscummin
Eglwyscummin (en anglais) ou Eglwys Gymyn (en gallois) est un village et une communauté du Carmarthenshire, au pays de Galles.

## Géographie
La communauté d'Eglwyscummin se situe dans l'extrême sud-ouest du Carmarthenshire. Elle est délimitée à l'ouest par la frontière du Pembrokeshire et au sud par le littoral de la baie de Carmarthen.

## Démographie
Au recensement de 2011, la communauté d'Eglwyscummin comptait 432 habitants.